# Саймон, С. Силвэн
С. Силвэн Саймон (англ. S. Sylvan Simon; 9 марта 1910 — 17 мая 1951) — американский режиссёр театра и кино, а также кинопродюсер 1930—1950 г.г.
К числу лучших режиссёрских работ Саймона относятся фильмы «Свист в темноте» (1941), «Убийство на Центральном вокзале» (1942), «Свист в Бруклине» (1943), «Негодяй Бэскомб» (1946), «Я люблю трудности» (1948), «Человек с «Фуллер браш»» (1948) и «Жажда золота» (1949). Его самыми популярными фильмами в качества продюсера были  «Мой папа – холостяк» (1950), «Девушка из «Фуллер браш»» (1950) и «Рождённая вчера» (1950), последний из которых был номинирован на «Оскар» как лучшая картина.

## Ранние годы жизни и начало карьеры
С. Силвэн Саймон родился 9 марта 1910 года в Чикаго, Иллинойс, США. Его отец Дэвид Саймон был управляющим фирмы по реализации фильмов студии Universal в Нью-Йорке. В 1927 году после окончания средней школы Саймон поступил в Мичиганский университет, который окончил в 1931 году. После окончания университета Саймон в течение года преподавал речь и драматическое искусство, а также работал ассистентом директора на радио, где внедрил первый радиокурс обучения игры на музыкальных инструментах. Затем Саймон поступил на учёбу в Юридическую школу Колумбийского университета, окончив её в 1935 году. 

## Карьера в кинематографе в 1935-1951 годах
В 1935 году Саймон подписал контракт как скаут по поиску талантов с нью-йоркским офисом студии Warner Brothers, одновременно поступив на работу в качестве режиссёра Летнего театра в Скрун-Лейке, штат Нью-Йорк. Затем он подписал договор со студией Universal Pictures как постановщик кинопроб, и был переведён в главную студию компании на Западное побережье. В 1937 году на Universal он поставил короткометражку «Голливудские кинопробы», после которой был повышен до режиссёра полнометражных фильмов, поставив в том же году комедии «Девушка с идеями» (1937) с Уолтером Пиджоном и «Рецепт для романа» (1937) В 1938 году Саймон был режиссёром драмы «Преступление доктора Галле» (1938), в котором роль врача, самоотверженно борющегося с лихорадкой в джунглях, сыграл Ральф Беллами, а также криминальной мелодрамы «Медсестра из Бруклина» (1938) и музыкальной комедии «Дорога в Рино» (1938) с Рэндольфом Скоттом в главной роли. В том же году Саймон подписал режиссёрский контракт со студией Metro-Goldwyn-Mayer, где вышла его романтическая комедия «Весеннее безумие» (1938) с Морин О’Салливан и Лью Эйрсом.
На MGM Саймон начал «совершенствовать мастерство в области быстрой комедии», поставив за год такие фильмы, как «Танцующая студентка» (1939) с Ланой Тёрнер, «Три гламурные девушки» (1939) с Эйрсом и Тёрнер, спортивную комедию «Парень из Канзаса» (1939) с Деннисом О’Кифом и «Четыре девушки в белом» (1939) с Уной Меркел и Энн Разерфорд.
В 1940 году Саймон поставил мелодраму «Составить компанию» (1940) с Фрэнком Морганом и Разерфорд, романтическую комедию «Далси» (1940) с Энн Сотерн, мелодраму о конезаводчиках «Спортивный азарт» (1940) с Робертом Янгом и Морин О’Салливан, а также мюзикл «Две девушки на Бродвее» (1940) с Ланой Тёрнер и Джоан Блонделл.
В 1941 году Саймон поставил фильм «Вашингтонская мелодрама» (1941) с Морганом и Разерфорд, а также криминальную комедию «Свист в темноте» (1941) с участием таких звёзд, как Ред Скелтон, Конрад Вейдт, Разерфорд и Вирджиния Грей. Как написал историк кино Джон М. Миллер, «Свист в темноте» был «первым полнометражным фильмом со Скелтоном в главной роли, став для Metro-Goldwyn-Mayer неожиданным хитом. Босли Краузер из «Нью-Йорк таймс» назвал «Свист» «живым и забавным фильмом, беспрерывно пугающим и смешащим, который должным образом насыщен гэгами». Как позднее вспоминала Разерфорд, у Саймона при постановке фильма была «ужасная проблема. Он не мог сдерживать свой смех, по крайней мере, в те моменты, когда в центре внимания был Ред (Скелтон)». Саймон был хорош на репетициях, но, по словам Разверфорд, «когда дело доходило до съёмок, своим периферийным зрением я видела сидящего в кресле Силвэна с зажатым платком ртом, из глаз которого по щекам лились слёзы. Зная эту слабость Силвэна, Рэд постоянно что-то выдумывал, что не было отрепетировано заранее, заставляя Силвэна бороться с собой, чтобы не рассмеяться и не испортить дубль» . По словам Миллера, «благодаря успеху этого фильма Скелтон, который до того был комиком на эстраде и на радио, обеспечит себе успешную карьеру на протяжении 1940-х и в 1950-х годов» . Как отметил Хэл Эриксон, благодаря успеху картины Саймон «стал единственным режиссёром, которому Скелтон полностью доверял», и в результате ему была поручена постановка ещё двух фильмов про «Свист» - «Свист на Юге» (1942) и «Свист в Бруклине» (1943), в обоих фильмах Склетон играл роль «Лиса», а Разерфорд – его постоянной невесты.
Как пишет Эриксон, «хотя официальным режиссёром комедии братьев Маркс «Большой магазин» (1941), был  Чарльз Рейснер, фактически именно Саймон поставил несколько  смешных сцен, и именно к Саймону Марксы часто обращались за помощью».
В 1942 году Саймон поставил военную драму «Звуки горна» (1942), комедию с Эбботтом и Костелло «Рио-Рита» (1942), комедию «Тиш» (1942), а также нуаровый детектив с элементами комедии «Убийство на Центральном вокзале» (1942), который рассказывал об убийстве популярной актрисы в железнодорожном вагоне на нью-йоркском вокзале. Как написал обозреватель «Нью-Йорк Таймс» Босли Краузера, эта «скромная скороспелая детективная комедия от шикарного киноателье Metro-Goldwyn-Mayer представляет собой не более чем часовой допрос не менее чем десяти подозреваемых, которые могли убить актрису. Алиби и свидетельские показания представлены с помощью традиционных флэшбеков, а действие в значительной степени оживляется острыми словесными перепалками между туповатым полицейским детективом (Сэма Левина) и вкрадчивым, но хитроумным детективом-любителем (Ван Хефлин)». По мнению журнала TimeOut, хотя развязка истории «немного вялая, но всё остальное доставляет наслаждение – это и хорошая актёрская игра, и достаточно остроумный диалог, и отличная операторская работа, и приятная закваска из комедии и круто закрученного триллера». По мнению киноведа Крейга Батлера, «это небольшой детективный фильм, который, тем не менее, позволит приятно провести час с четвертью», а «Саймон очень хорошо справляется с режиссурой». Историк кино Стейнберг также отметил режиссёрскую работу Саймона, благодаря которому «события развиваются бойко и в живом темпе» .
В последующие годы Саймон поставил военную комедию «Привет морпехам» (1943) с Уоллесом Бири, музыкальную комедию «Песня открытой дороги» (1944), музыкальную комедию «Эбботт и Костелло в Голливуде» (1945), семейную мелодраму «Сын Лесси» (1945), вестерн «Плохой Бэскомб» (1946) с Бири, фэнтези-комедию «Абсурдное чудо» (1946) с Фрэнком Морганом, Кинаном Уинном и Одри Тоттер, музыкальную комедию «Возбуждение Бразилией» (1946) с Уинном и Эвелин Кейс, а также фантастическую комедию «Романы её мужа» (1947) с Люсиль Болл и Франшо Тоуном.
В 1948 году Саймон поставил фильм нуар «Я люблю трудности» (1948) с Франшо Тоуном в роли частного детектива, расследующего прошлое жены крупного магната. Как написал историк кино Дерек Доррис, «если покопаться в архивах фильмов нуар, то в скором времени обязательно извлечёшь на поверхность какой-либо забытый бриллиант, и одним из таких запылившихся бриллиантов является этот фильм». По словам киноведа, несмотря «на весёлое название и игривое вступление, в дальнейшем зрителя ожидает крутая история в духе Рэймонда Чандлера. Поначалу фильм движется вперёд «детскими шажками», предлагая обмены репликами, «обжигающими едким остроумием, но вскоре вы уже не понимаете, куда всё это завело». Как отметил Доррис, «Саймон уверенно работает за камерой, равномерно распределяя напряжение, несмотря на изобилие сюжетных поворотов». Историк кино Артур Лайонс обратил внимание на то, что «чересчур закрученный сюжет истории искусно воплощён на экране, создавая массу саспенса». Тони Д’Амбра, назвав картину «весёлой лос-анджелесской шумихой на территории Марлоу», далее отметил, что это «типично нуаровая, мощная и энергичная мелодрама», в которой «парням жёстко дают пощёчины, их накачивают наркотиками и вырубают ударами сзади», при этом «в этой очаровательно запутанной истории обмана, алчности, подстав, убийства и сексуальных уловок» есть «юмор и отточенные остроумные реплики», приходя к выводу, что это «просто чудесный фильм нуар, который надо смотреть». По мнению критика, Саймон осуществил «поразительно насыщенную и живую постановку картины».  В том же году Саймон выступил продюсером и режиссёром «кассового хита Скелтона» «Человек с «Фуллер Браш»» (1948), а затем фактически заново (хотя и без указания в титрах) поставил военную комедию «Южный янки» (1948) после того, как Скелтон отверг работу над этим фильмом режиссёра Эдварда Седжвика.
В 1949 году Куайн завершил свою последнюю режиссёрскую работу, «странный, с многочисленными флэшбеками вестерн о поиске спрятанных в горах сокровищ «Жажда золота» (1949) с Гленном Фордом и Айдой Лупино в главных ролях. Как написал в «Нью-Йорк таймс» Энтони Вейлер, «продюсер-режиссёр Саймон, его сценаристы, автор книги и профессиональный актёрский состав сделали плотный, умный и часто захватывающий приключенческий фильм» .
После этой картины Саймон полностью погрузился в продюсерскую работу на студии Columbia, где работал над такими картинами, как комедия «Мисс Грант завоёвывает Ричмонд» (1949) с Люсиль Болл и Уильямом Холденом, фильм нуар «Стойкость» (1949) с Корнеллом Уайлдом, комедия «Человек с хорошим юмором» (1950), комедия «Девушка с «»Фуллер Браш»» (1950) с Люсиль Болл, комедия «Папа-холостяк» (1950) с Холденом и Колин Грей и комедия «Рождённая вчера» (1950) с Холденом и Джуди Холлидей, которая принесла «Оскар» исполнительнице главной роли, а также номинации на «Оскар» Саймону как продюсеру за лучшую картину, Джорджу Кьюкору как лучшему режиссёру, за лучший сценарий и за лучшие костюмы.

## Личная жизнь
Вплоть до своей скоропостижной смерти в 1951 году Саймон был женат на Гарриет Берк, он отец актрисы Сьюзен Саймон, которая ребёнком снялась в восьми его фильмах. Саймон является племянником актрисы Дженни Мэк, которая сыграла в четырёх его фильмах, и  двоюродным братом опытной актрисы Алин Макмагон, которая в 1944 году номинировалась на «Оскар» за роль второго плана в фильме «Драконово семя».

## Смерть
С. Силвэн Саймон умер 17 мая 1951 года в Голливуде от сердечного приступа в возрасте 41 года<. Как написал Хэл Эриксон, «смерть Саймона стала потерей для всей индустрии, где Саймон высоко ценился за свою эффективность и готовность к компромиссам».

## Фильмография
| Год  | Название                        | Оригинальное название                    | В каком качестве участвовал | Примечания                      |
| ---- | ------------------------------- | ---------------------------------------- | --------------------------- | ------------------------------- |
| 1937 | Девушка с идеями                | A Girl with Ideas                        | Режиссёр                    |                                 |
| 1937 | Рецепт романа                   | Prescription for Romance                 | Режиссёр                    |                                 |
| 1937 | Голливудский экранный тест      | Hollywood Screen Test                    | Режиссёр                    | Короткометражный фильм          |
| 1938 | Преступление доктора Галлета    | The Crime of Doctor Hallet               | Режиссёр                    |                                 |
| 1938 | Медсестра из Бруклина           | The Nurse from Brooklyn                  | Режиссёр                    |                                 |
| 1938 | Дорога из Рино                  | The Road to Reno                         | Режиссёр                    |                                 |
| 1938 | Весеннее безумие                | Spring Madness                           | Режиссёр                    |                                 |
| 1939 | Танцующая студентка             | Dancing Co-Ed                            | Режиссёр                    |                                 |
| 1939 | Четыре девушки в белом          | Four Girls in White                      | Режиссёр                    |                                 |
| 1939 | Парень из Техаса                | The Kid from Texas                       | Режиссёр                    |                                 |
| 1939 | Эти гламурные девочки           | These Glamour Girls                      | Режиссёр                    |                                 |
| 1940 | Далси                           | Dulcy                                    | Режиссёр                    |                                 |
| 1940 | Спортивный азарт                | Sporting Blood                           | Режиссёр                    |                                 |
| 1940 | Две девушки на Бродвее          | Two Girls on Broadway                    | Режиссёр                    |                                 |
| 1940 | Составить компанию              | Keeping Company                          | Режиссёр                    |                                 |
| 1941 | Вашингтонская мелодрама         | Washington Melodrama                     | Режиссёр                    |                                 |
| 1941 | Свист в темноте                 | Whistling in the Dark                    | Режиссёр                    |                                 |
| 1942 | Звуки горна                     | The Bugle Sounds                         | Режиссёр                    |                                 |
| 1942 | Убийство на Центральном вокзале | Grand Central Murder                     | Режиссёр                    |                                 |
| 1942 | Рио-Рита                        | Rio Rita                                 | Режиссёр                    |                                 |
| 1942 | Тиш                             | Tish                                     | Режиссёр                    |                                 |
| 1942 | Свист на Юге                    | Whistling in Dixie                       | Режиссёр                    |                                 |
| 1943 | Салют морской пехоте            | Salute to the Marines                    | Режиссёр                    |                                 |
| 1943 | Свист в Бруклине                | Whistling in Brooklyn                    | Режиссёр                    |                                 |
| 1944 | Песня открытой дороги           | Song of the Open Road                    | Режиссёр                    |                                 |
| 1945 | Эбботт и Костелло в Голливуде   | Bud Abbott and Lou Costello in Hollywood | Режиссёр, продюсер          | Как продюсер в титрах не указан |
| 1945 | Сын Лесси                       | Son of Lassie                            | Режиссёр                    |                                 |
| 1946 | Негодяй Баскомб                 | Bad Bascomb                              | Режиссёр                    |                                 |
| 1946 | Необычное чудо                  | The Cockeyed Miracle                     | Режиссёр                    |                                 |
| 1946 | Возбуждение от Бразилии         | The Thrill of Brazil                     | Режиссёр                    |                                 |
| 1947 | Романы ее мужа                  | Her Husband's Affairs                    | Режиссёр                    |                                 |
| 1948 | Человек с «Фуллер Браш»         | The Fuller Brush Man                     | Режиссёр, продюсер          |                                 |
| 1948 | Я люблю трудности               | I Love Trouble                           | Режиссёр, продюсер          |                                 |
| 1948 | Южный янки                      | A Southern Yankee                        | Режиссёр                    | В титрах не указан              |
| 1949 | Жажда золота                    | Lust for Gold                            | Режиссёр, продюсер          |                                 |
| 1949 | Стойкость                       | Shockproof                               | Продюсер                    | В титрах не указан              |
| 1949 | Мисс Грант завоёвывает Голливуд | Miss Grant Takes Richmond                | Продюсер                    |                                 |
| 1950 | Моя папа - холстяк              | Father Is a Bachelor                     | Продюсер                    |                                 |
| 1950 | Человек с хорошим юмором        | The Good Humor Man                       | Продюсер                    |                                 |
| 1950 | Девушка с «Фуллер браш»         | The Fuller Brush Girl                    | Продюсер                    | В титрах не указан              |
| 1950 | Рожденная вчера                 | Born Yesterday                           | Продюсер                    |                                 |